# مجید اوبا
مجید اوبا (به ترکی آذربایجانی: Mecidoba) یک منطقه مسکونی در جمهوری آذربایجان است که در شهرستان خاچماز واقع شده است.